# Parnaoz Chikviladze
Parnaoz Lukich Chikviladze (in georgiano ფარნაოზ ჩიკვილაძე?, in russo Парнаоз Лукич Чиквиладзе?; Chabinaani, 14 aprile 1941 – Mosca, 14 giugno 1966) è stato un judoka sovietico. Vinse la medaglia di bronzo ai Giochi olimpici di Tokyo 1964 nella categoria pesi massimi. 

## Biografia
Nato nella RSS georgiana, nel corso della sua carriera vinse anche due medaglie d'oro e tre d'argento ai campionati europei tra il 1964 e il 1966. Nel 1966, morì a Mosca, in un incidente stradale. Non disputò mai un campionato sovietico perché questi furono istituiti nel 1973.

## Palmarès
Olimpiadi
- 1 medaglia:
  - 1 bronzo (+80 kg a Tokyo 1964)

Europei
- 5 medaglie:
  - 2 ori (a squadre a Berlino ovest 1964 e professionisti +93 kg a Madrid 1965)
  - 3 argenti (amatori +80 kg a Berlino ovest 1964, amatori +93 kg a Madrid 1965 e +93 kg a Lussemburgo 1966)